# Castello di Avella
Das Castello di Avella, auch Castello di San Michele, ist eine Burgruine aus dem 7. Jahrhundert in Avella in der italienischen Region Kampanien.

## Geschichte
Auch wenn die erste urkundliche Erwähnung des Castello di Avella aus dem 9. Jahrhundert stammt, als das Gebäude von den Sarazenen verschiedenen Angriffen unterzogen wurde, wie z. B. im Jahre 883, wurde es doch bereits im 7. Jahrhundert von den Langobarden errichtet und dem Erzengel Michael geweiht. Die Rolle der Burg auf dem Gipfel eines Hügels bestand darin, die benachbarte Grenze zwischen dem Herzogtum Neapel und dem Fürstentum Capua zu kontrollieren, ebenso wie die Verbindungsstraße zwischen der Ebene Kampaniens und der Adria in Apulien. Im Übrigen gibt es nur wenige Aufzeichnungen über die Aktivitäten um diese Burg aus dieser Zeit, nur die über ein durch eine Umfassungsmauer geschütztes Dorf. Mit der Eroberung Avellas durch die Byzantiner aus Neapel um 887 wurde Landolfo, den ‚‚Guaimario I. von Salerno‘‘ mit dem Kommando über die Burg betraut hatte, gefangen genommen.
Mit der Ankunft der Normannen im 11. Jahrhundert wurde die Burg durch den Einbau eine Donjons und den Anbau einer zweiten Umfassungsmauer umgebaut, was auch zur Erweiterung der Siedlung führte. Der erste Lehensnehmer wird für das Jahr 1087 bezeugt, nämlich „Aldoyno, Graf von Abelle und einer von Abersanos Soldaten“, der vermutlich zur Familie Mosca gehörte. Diese Familie behielt die Kontrolle über die Burg die gesamte Normannenzeit hindurch: Zu erwähnen sind Riccardo d’Avella, der 1256 während einer Belagerung der Burg ermordet wurde, und dessen Sohn, Rainaldo IV. d’Avella, der in engen Kontakt mit dem Haus Anjou in Neapel trat; die Dynastie der Moscas starb 1371 mit dem Tod von Francesca aus. Im 15. Jahrhundert fiel die Burg an die Orsinis. In dieser Zeit wurde sie durch zwei Erdbeben verwüstet, und zwar in den Jahren 1456 und 1466. Die Burg verfiel, bis sie 1529 so beschrieben wurde:

“Forteleza con una terraiunta disabitata; sobre un monte sta el castello, mal tratado dunque antiguamente era bello y grande.“

(dt.: Festung mit unbewohntem Territorium; auf einem Berg steht eine Burg, schlecht behandelt, obwohl sie früher schön und groß war).

Diese Krisenlage änderte sich nicht bis zur Ankunft der Colonnas im Jahre 1534. Nach etlichen Besitzerwechseln fiel die Burg an die Spinellis. Carlo Spinelli ließ sie 1553 restaurieren. Die letzten aktiven Phasen erstreckten sich über die Zeit zwischen dem Ende des 16. und dem Anfang des 17. Jahrhunderts. In der Burg waren nur noch ein Gefängnis und eine Wohnung für den Kastellan untergebracht. 1603 wurde sie so beschrieben:

“Vi è (...) sopra un monte dalla parte di occidente lo castello con la cittadella e palazzo (...) nel quale vi è una torre grande con cortiglio. Una sala con otto camere in piano e molta altra comodità. Questa cittadella è murata con dodici altre torrette attorno dette mura per combattere e dentro vi sono da circa cento fochi distrutti e disabitati. Vi è anco la Parrocchia e cisterna grandissima, nella quale al presente vi è acqua freddissima, lo quale castello è fatto con grande artificio con mura altissime e grossissima spesa (...) vi sta lo castellano e vi si ponevano li carcerati di mala vita.“

 (dt.: Dort gibt es (...) auf einem Berg auf der Westseite die Burg mit der Zitadelle und dem Palast (...) in dem es einen großen Turm mit Hof gibt. Ein Saal mit acht Zimmern auf der Ebene und viele andere Annehmlichkeiten. Diese Zitadelle ist mit zwölf anderen Türmchen um die besagte Verteidigungsmauer vermauert und drinnen gibt es etwa einhundert zerstörte und unbewohnte Herdstellen. Es gibt dort auch die Pfarrei und eine sehr große Zisterne, in der sich zur Zeit sehr kaltes Wasser befindet, diese Burg wurde mit großer [Handwerks]kunst mit einer sehr hohen Mauer und enormem Aufwand geschaffen (...) dort gibt es einen Kastellan und die Gefangenen wurden in der Unterwelt untergebracht.)

Der Ausbruch des Vesuv 1631 beendete die Nutzung der Burg, die für den Bau des neuen Stadtzentrums von Avella weiter unten teilweise abgetragen wurde.

## Beschreibung

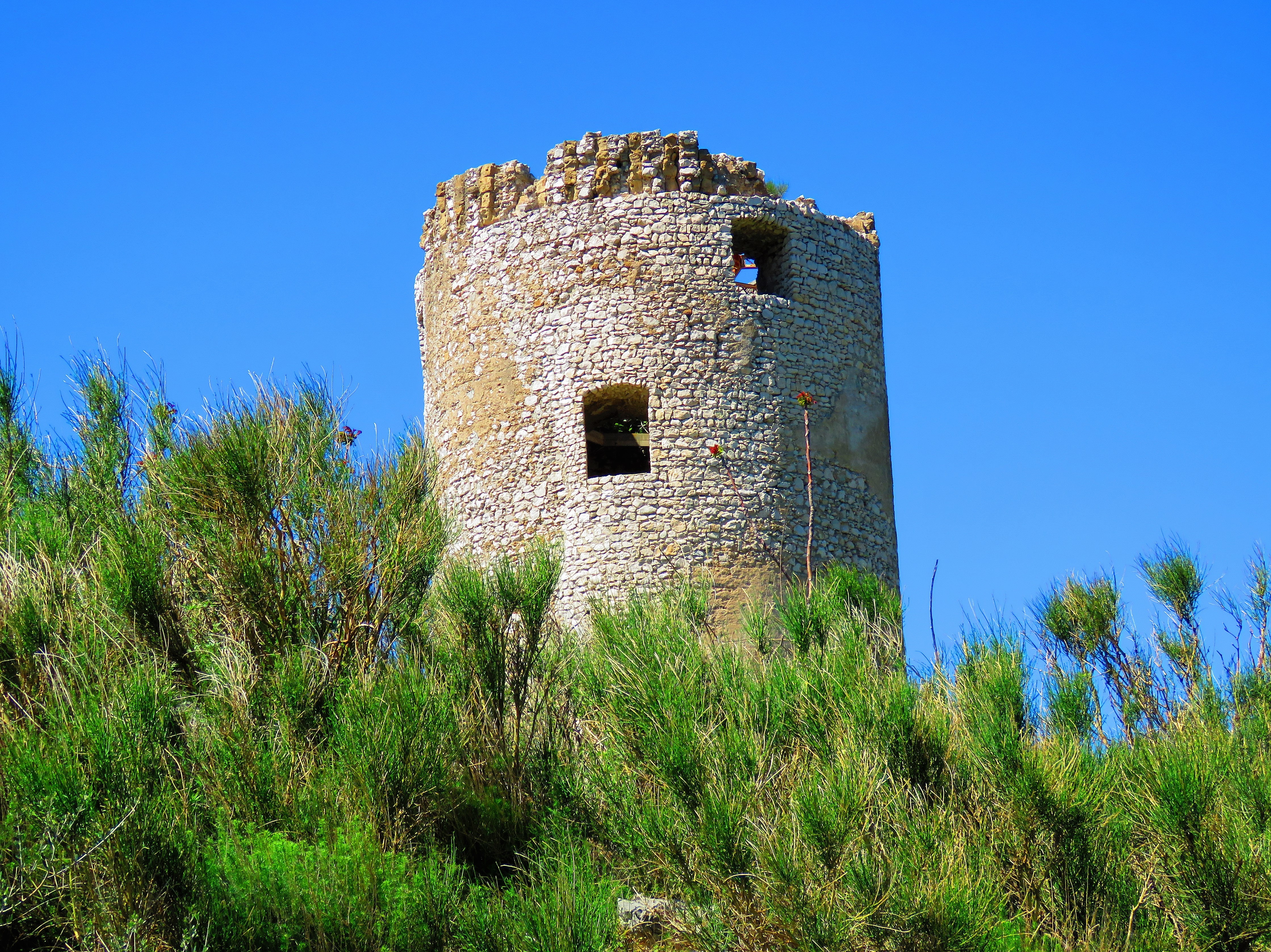
Burgturm

Die Burgruine liegt auf einem Hügel auf einer Höhe von etwa 320 Metern, rechts des Flusses Clanio. Von dem Gebäude ist der Donjon übriggeblieben, der durch einen zylindrischen Turm mit Kegelstumpfbasis und einen trapezförmigen Innenhof und zwei Mauerringe gekennzeichnet ist. Der erste Mauerring geht auf die langobardische Zeit zurück und umschließt eine Fläche von etwa 10.000 m²; er ist eurch zwölf Halbtürme gekennzeichnet, von denen fünf eine Kegelstumpfbasis haben, vier eine pyramidenförmige Basis und einer in die Nordecke des Donjons integriert ist. Der zweite Mauerring, der in normannischer Zeit, zwischen dem 11. und dem 12. Jahrhundert, geschaffen und im folgenden Jahrhundert restauriert wurde, schließt eine Fläche von etwa 21.000 m² ein und hat neun Türme, acht davon mit rechteckigem Grundriss und einer, in der Südwestecke, der einen fünfeckigen Grundriss hat. In diesem Mauerring gibt es ein Tor für Wagen. Zwischen den beiden Mauerringen sind die Reste der dörflichen Wohnhäuser erhalten. Das am besten erhaltene Bauwerk ist eine Zisterne.
Aus der Burg soll laut Abt Remondini der Cippus abellanus stammen, eine Steintafel in oskischer Sprache, die im historischen Zentrum von Avella als Schwelle benutzt wurde und die ihrerseits in der Burg bereits aus wiederverwendetem Material stammte.

## Legende
Die Legende, die die Burg betrifft, erzählt von zwei jungen Leuten, Cofrao, einem persischen Prinzen, und Bersaglia, einer Bäuerin, die wegen der niedrigen Herkunft des Mädchens an ihrer Liebe gehindert wurden, aus ihren Heimatländern flohen und in Avella Zuflucht suchten. Von allen gut gelitten, erbauten sie eine Burg. Bersaglia aber erkrankte und starb: Der Prinz war verzweifelt und beschloss, nach Hause zurückzukehren, aber wenig außerhalb der Mauern der Burg hörte er den Klang der Leier und des Gesangs seiner Geliebten. Als er umkehrte, scheute das Pferd, auf dem er ritt, und er fiel zu Boden. Bevor er ohnmächtig wurde, sah er ein Tuch mit der Aufschrift: „Wie im Leben, so werden wir uns auch im Tod lieben.“ Als Cofrao erwachte, fand er die Burg nicht mehr, sondern stattdessen eine Reihe von Gräbern, von denen eines leer war. Er ließ sich hineinfallen und starb auf der Stelle. Die Bewohner dieses Ortes begannen, in der Nähe der Burg Agavensamen zu pflanzen, um an die Missgunst zu erinnern, die die Liebe der beiden jungen Leute verhindert hatte. Die Legende besagt, dass man des Nachts noch die Klänge der Leier und den Gesang von Bersaglia hören kann, und dass zwischen den Resten der Burg zwei Schatten umherschleichen.